# Пушкаренко Арсеній Михайлович
Пушкаренко Арсеній Михайлович (10 жовтня 1992 , Київ ) — український політик і громадський діяч. Народний депутат України від партії «Слуга народу» на парламентських виборах 2019 року, № 79 у списку На час виборів був безпартійним, згодом вступив до партії «Слуга народу». Заступник голови  Комітету Верховної Ради України з питань зовнішньої політики та міжпарламентського співробітництва. 
Керівник групи з міжпарламентських зв'язків з Естонією.

## Освіта
У 2009 році закінчив СШ № 15 міста Києва
У 2013 — закінчив бакалаврат філософський факультетКиївського національного університету імені Тараса Шевченка за спеціальністю «Філософія».
У 2015 — закінчив магістратуру філософський факультетКиївського національного університету імені Тараса Шевченка за спеціальністю «Державна служба».

## Трудова діяльність
З січня по вересень 2016 року — радник голови Конфедерації вільних профспілок України.
З листопада 2016 по вересень 2017 року — виконавчий директор Міжнародного центру Балтійсько-Чорноморських досліджень та консенсусних практик.
З жовтня 2018 року по серпень 2019 року — помічник-консультант Апарату Верховної Ради України.

## Громадська діяльність
У 2006—2008 рр. очолював Молодіжний осередок при Київській міській організації Всеукраїнського Товариства «Меморіал» імені Василя Стуса. Брав участь у зібранні і підготовці матеріалів для книги «Кияни — свідки Голодомору», яка була видана Романом Круциком. Разом з дисидентом Василем Овсієнком організували та провели понад 60 лекцій про Василя Стуса та дисидентський рух у школах Києва.
У 2008—2010 роках був співзасновником і керівником Молодіжної громадської організації «Патріот». У рамках діяльності молодіжної організації був започаткований проєкт «Шляхом українських патріотів», який мав на меті проведення заходів із вшанування видатних українських діячів другої половини ХХ століття. За результатами проєкту була видана книга «Біля витоків Незалежності» до 20-річчя Незалежності України про 20 видатних українців. До книги увійшли: Володимир Івасюк, Василь Макух, В'ячеслав Чорновіл, Алла Горська, Петро Григоренко, Василь Стус, Василь Шумук, Олекса Гірник, Іван Миколайчук та інші. Над книгою працювали: Іван Драч, Лесь Танюк, Петро Осадчук, Олег Чорногуз, Марія Миколайчук, Левко Лук'яненко, Атена Пашко, загалом близько 50 людей. А.Пушкаренко, як керівник проєкту, презентував книгу у 20 містах України, також — у Центральному офісі Радіо Свободи у Празі.
У 2009—2010 роках — заступник голови Української Народної Ради, яка була створена після відзначення 20-річчя Народного Руху України у вересні 2009 року представниками інтелігенції і студентства. На базі УНР потім був створений Комітет Захисту України — перша організація, яка виступила проти режиму Януковича навесні 2010 року. До УНР входили: Дмитро Павличко — голова, Ігор Юхновський, Борис Олійник, Павло Мовчан, Юрій Шухевич, Іван Заєць, Михайло Ратушний.
У 2010—2013 рр. — голова Молодіжного Руху Києва. Активно займався проблемами Києва і киян: захистом історичного центру міста (архітектурних пам'яток: садиби Сікорського, садиби Мурашко, Будинку зі зміями, Будинку Барона), питанням якості води у Києві, боротьбою за детінізацію та реформування бюджету Київського метрополітену, особистою критикою мера Києва Олександа Попова за його невиконані обіцянки, захистом НПП «Голосіївський» та багато іншого.
Спільно з Львівською міською радою проводив «Дні Львова» в університетах (КНУ ім. Т.Шевченка, КПІ), після яких отримав пропозицію від мера Львова Андрія Садового очолити представництво громадської організації «Самопоміч» у місті Києві. З квітня 2013 року до квітня 2014 координував і організовував роботу «Самопомічі» у Києві. За час діяльності було реалізовано ряд соціальних проєктів на користь громади, а саме: «Дні спорту» у Подільському, Печерському, Святошинському районах за участі Олімпійських чемпіонів Стелли Захарової, Ірини Мерлені, Людмили Бобрусь-Порадник; була організована безкоштовна юридична допомога, яку отримали кілька тисяч киян; запущений проєкт «Світло в оселі» — допомога волонтерами самотнім людям похилого віку.
Навесні 2014 року виступив, як голова, співзасновником громадської ініціативи киян «Збережемо Голосієво!», в рамках якої влітку 2014 року учасники виступили з ініціативою надати ім'я генерала Сергія Кульчицького одній з вулиць у Голосіївському районі міста Києва. Це фактично був початок боротьби проти забудови на вулиці Полковника Потєхіна.
Восени 2014 року ініціював повторну компанію «Донецькому національному — ім'я Василя Стуса». Під відкритим листом-зверненням до ректора Донецького національного університету Романа Гринюка, професорсько-викладацької та студентської спільноти, підписалися видатні особистості, хто знав Василя Стуса або досліджував його творчість; за перейменування виступили: Дмитро Стус, Іван Драч, Лесь Танюк, Микола Жулинський, Павло Мовчан та інші. Спільно з Левком Лук'яненко та Василем Овсієнко організував прес-брифінг на цю тему. 10 червня 2016 колектив ДонНУ проголосував за присвоєння університету імені Василя Стуса.
Член Наглядової ради БФ «Національний центр Сікорського».
У серпні 2017 року, разом з однодумцями, як голова виступив співзасновником та очолив Центр захисту прав громади Голосіїва.
У лютому 2018 року, на запрошення Конгресу США, відвідав 66-й традиційний Молитовний сніданок за участю Президента Дональда Трампа у Вашингтоні
Був помічником-консультантом на громадських засадах у VI скликанні Павла Мовчана, у VII скликанні — Андрія Павловського.
12 грудня 2019 року увійшов до складу Міжфракційного об'єднання «Гуманна країна», створеного за ініціативи UAnimals для популяризації гуманістичних цінностей та захисту тварин від жорстокості.
24 лютого 2023 на запрошення президента парламенту Естонії Юрі Ратаса, як керівник міжпарламентської групи співробітництва, відвідав захід урочистого підняття державного прапора Естонської Республіки над Рійгікогу на честь 105-ї річниці Незалежності Естонії.

## Щодо російської військової агресії в Україні
Спільно з народним депутатом Андрієм Павловським та почесним Головою ВГО Спілка офіцерів України Євгеном Лупаковим підготували та оприлюднили списки поплічників сепаратизму у звільнених містах (Слов'янськ, Краматорськ, Костянтинівка). Неодноразово відвідував зону АТО в рамках кампанії люстрації у звільнених містах. Вдалося добитися звільнення ряду посадовців-сепаратистів у Слов'янську та Краматорську.
Нагороджений Відзнакою Служби безпеки України за «утвердження та зміцнення державної безпеки України».